# Vedia (Espanha)
Vedia (em castelhano) ou Bedia (em basco) é um município da Espanha na província da Biscaia, comunidade autónoma do País Basco, com 16,5 km² de área. Em 2021 tinha 1 076 habitantes (densidade: 65,2 hab./km²).